# Fajã da Praia do Norte

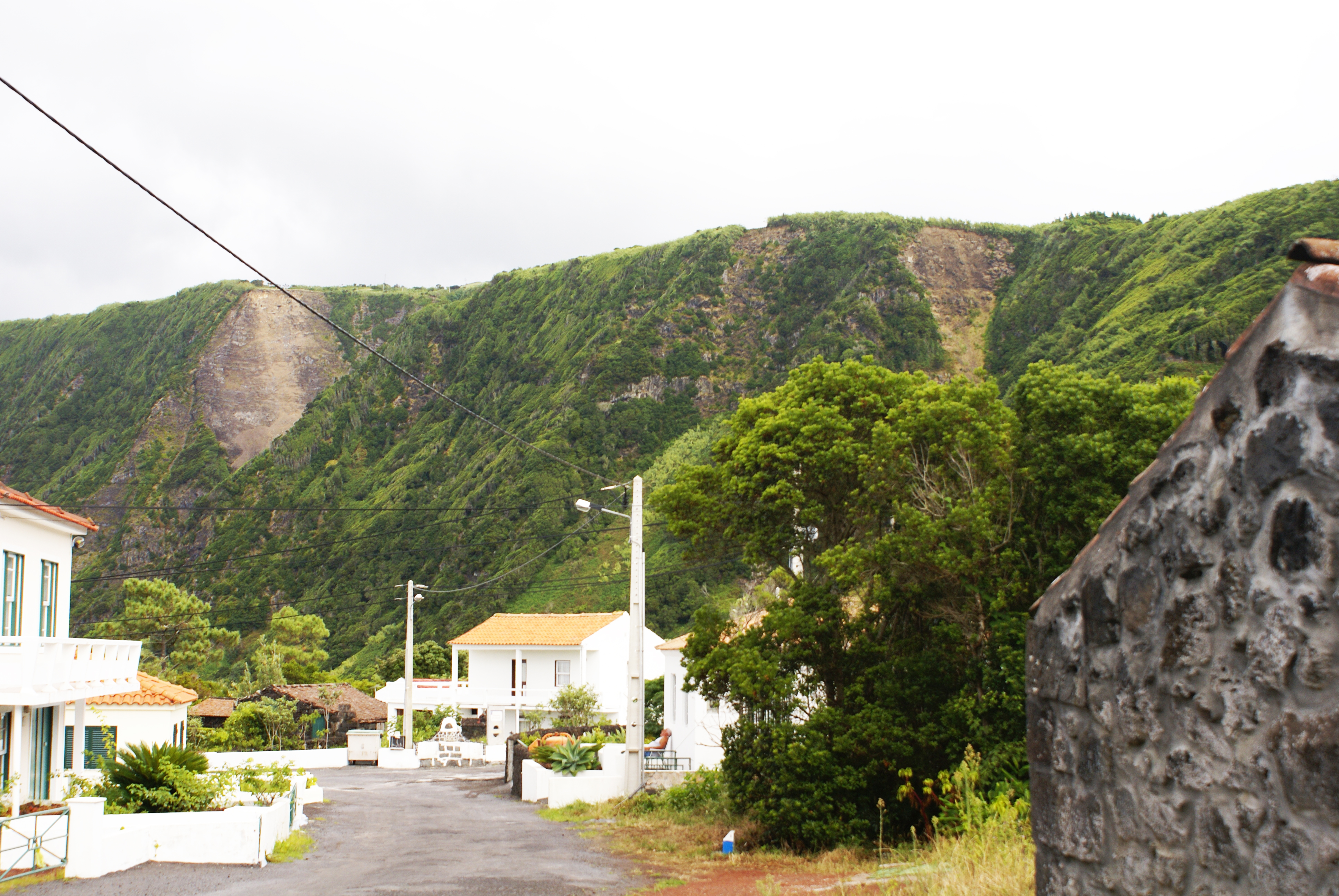
Fajã da Praia do Norte, vista parcial.

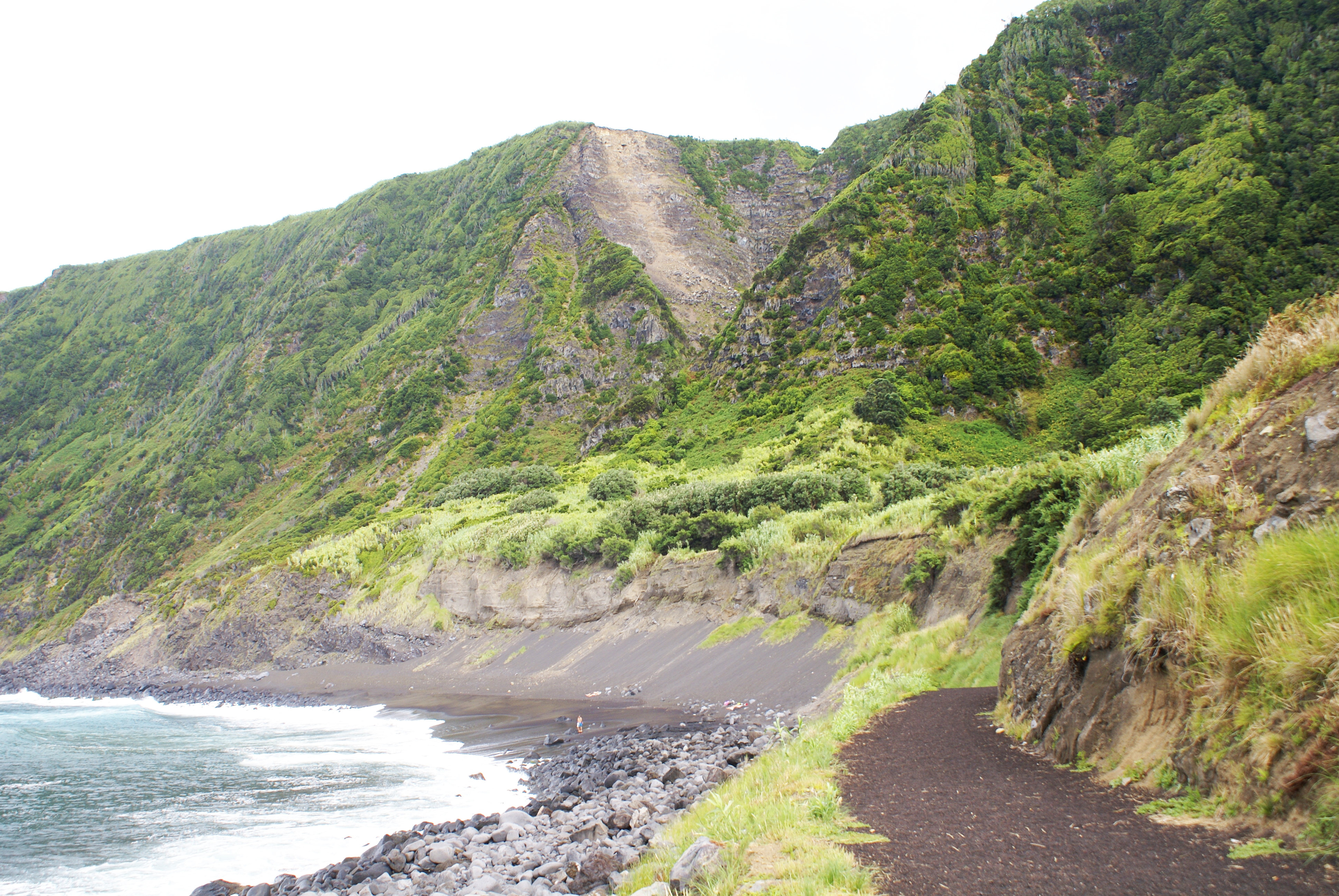
Areal da Praia do Norte.

A Fajã da Praia do Norte é uma fajã localizada na Praia do Norte, concelho da Horta, ilha do Faial, arquipélago dos Açores, Portugal.
Esta fajã caracteriza-se por se encontrar num abaixamento da orografia da ilha, junto à Baía da Ribeira das Cabras que surge sobranceira a uma imponente arriba coberta por vegetação das florestas da Laurissilva típica da Macaronésia.
O pequeno povoado aqui existente apresenta-se organizado junto das vias de comunicação e por conseguinte organizado.
A existência da Ermida de Nossa Senhora da Penha de França, dedicada à evocação de Nossa Senhora da Penha de França e cuja edificação aconteceu cerca de 1787, por iniciativa de José Nunes da Silveira, um navegador natural da ilha do Pico, que angariou grande fortuna ao proceder a transportes entre a cidade de Lisboa e o Oriente, comprovar a existência de um assentamento humano bastante antigo.
Este assentamento humano deveu-se possivelmente às boas condições climáticas do local ao ser possuidor de um micro-clima e de uma praia, a denominada Praia do Norte, que apesar de não ser das mais frequentadas da ilha apresenta excelentes condições para banhos.
A 9 de Dezembro de 2005 o navio CP Valour que navegava sob a bandeira das Bermudas e seguia de Montreal, no Canadá, para Valência, em Espanha, foi autorizado a fundear na Baía da Ribeira das Cabras, em busca de abrigo para fazer reparações. Apesar de não provado, por descuido ou acoitado pelo vendável de que se abrigava, aproximou-se excessivamente dos baixios da Fajã, vindo a encalhar e por pouco não causando um desastre ambiental.